# Родийтитан
Родийтитан — бинарное неорганическое соединение
родия и титана
с формулой RhTi,
кристаллы.

## Получение
- Сплавление стехиометрических количеств чистых веществ:

{\displaystyle {\mathsf {Rh+Ti\ {\xrightarrow {1940^{o}C}}\ RhTi}}}

## Физические свойства
Родийтитан образует кристаллы нескольких модификаций:
- α-RhTi, тетрагональная сингония, пространственная группа I 4/mmm, параметры ячейки a = 0,417 нм, c = 0,3354 нм, Z = 2, структура типа медьзолота AuCu;
- β-RhTi, кубическая сингония, пространственная группа P m3m, параметры ячейки a = 0,3114 нм, Z = 1, структура типа хлорида цезия CsCl;
- ромбическая сингония, параметры ячейки a = 0,415 нм, b = 0,411 нм, c = 0,340 нм, Z = 2, структура типа рутенийниобия NbRu [2][3][4][5].

Соединение конгруэнтно плавится при температуре 1940°C
и имеет широкую область гомогенности 40÷63 .